# ألان تومسون (لاعب كرة قدم أمريكية)
ألان تومسون (بالإنجليزية: Alan Thompson)‏ هو لاعب كرة قدم أمريكية أمريكي، ولد في 1949 في دالاس في الولايات المتحدة.